# الشركة العقارية السعودية
الشركة العقارية السعودية هي شركة مساهمة سعودية، تأسست في الخامس عشر من يوليو عام 1976، ويمتلك صندوق الاستثمارات العامة نسبة (64,57%) والمؤسسة العامة للتقاعد نسبة (5,26%)، ومساهمون آخرون نسبة (30,17%). وتتمثل أنشطة الشركة الرئيسية في شراء وبيع العقارات وتملّك الأراضي الصالحة للبناء وتطويرها وإقامة المباني السكنية والتجارية عليها وبيعها وتأجيرها وإدارة العقارات لحسابها أو لحساب الغير وشراء وإنتاج المواد والمعدات اللازمة للبناء وبيعها وتأجيرها والقيام بأعمال المقاولات للمباني والقيام بجميع الأعمال المتصلة بتحقيق أغراضها.
وقد قامت الشركة العقارية السعودية بعملية تحول في استراتيجيتها لتكون شركة تقدم جميع الخدمات العقارية وذلك لتحقيق التكامل ومواكبة رؤية المملكة 2030. ولتحقيق هذا الهدف قامت بتأسيس شركات متخصصة بالشراكة مع شركاء دوليين ومحليين مهنيين ذوي تجارب ناجحة. وهذه الشركات هي كالتالي:
- الشركة العقارية السعودية للبنية التحتية.
- الشركة العقارية السعودية للتعمير.
- الشركة السعودية الكورية للصيانة وإدارة الممتلكات.
- شركة الوديان السعودية العقارية.

## أعضاء مجلس الإدارة
- أيمن بن محمد المديفر.
- بندر بن عبد الرحمن بن مقرن.
- إبراهيم بن محمد العلوان.
- نايف بن صالح الحمدان.
- عبد العزيز بن صالح العنبر.
- محمد بن سعد بن داوود.
- ناصر بن سعد بن كدسه.
- عبد العالي بن محمد العجمي.
- عبد الفتاح بن خليل كردي.[3]

## الإدارة التنفيذية
● إبراهيم العلوان، الرئيس التنفيذي والعضو المنتدب.

## مشاريع قائمة
- مركز العقارية الأول من تصميم المعماري بهجت محروس توفيق سنه ١٩٨٠
- مركز العقارية الثانية
- مركز العقارية الثالثة
- العقارية بلازا
- العليا أويسس
- مساكن العقارية (حي السفارات)
- مجمع لاكازا (النرجس)
- مشروع الضاحية السكني

## تحت التنفيذ
- الضاحية (نسبة الإنجاز 94٪)